# Gruwelijke rijmen
Gruwelijke rijmen is een bundel gedichten, geschreven door Roald Dahl. Dahl zet hierin klassieke sprookjes geheel naar zijn eigen hand door bepaalde elementen aan de verhalen toe te voegen, met een verrassend en soms hilarisch effect.
De oorspronkelijke Engelse titel van de bundel is Revolting Rhymes. In de Nederlandse vertaling door Huberte Vriesendorp, is het rijmschema gehandhaafd.

## Gedichten
Er zijn in totaal zes versjes. 
In Assepoester verwisselt een van de lelijke stiefzusters van Assepoester haar eigen muiltje met dat van Assepoester. Als de prins ontdekt dat het muiltje past aan de voet van de zuster, weigert hij met haar te trouwen en in plaats daarvan hakt hij haar hoofd af met zijn zwaard. Ook het hoofd van de tweede lelijke stiefzuster gaat eraf. De prins is misschien van plan hetzelfde te doen met Assepoester, maar deze smeekte de petemoei om haar te laten trouwen met een simpele pottenbakker. 
In Jaap en de bonenstaak groeit een staak uit een boon die tot aan de hemel reikt. Zijn moeder eist van Jaap dat hij de staak in klimt. Maar Jaap ontdekt een reus die hem ruikt en wil opeten. Vlug klautert hij naar beneden zonder wat goud van de hemel mee te nemen. De moeder van Jaap besluit om zelf naar boven te klimmen, maar wordt door de reus opgegeten. Dat komt doordat zowel zijn moeder als Jaap vreselijk stonken, waardoor de reus hen al van verre rook. Jaap besluit om zichzelf goed te verzorgen door een bad te nemen, zijn haar te knippen, zijn tanden te poetsen en zijn nagels te knippen. Hierdoor ruikt de reus hem niet langer en Jaap steelt het goud.
Het begin van Dahls versie van Sneeuwwitje en de Zeven Dwergen is hetzelfde als het oude bekende sprookje. Nadat de jager een hart bij de dierenwinkel heeft gekocht en de koningin het heeft opgegeten, neemt de gevluchte Sneeuwwitje een baan als werkster bij zeven dwergen. De dwergen zijn gokkers op de paardenrenbaan, maar zijn niet succesvol. Sneeuwwitje krijgt een idee; ze stelen de toverspiegel van haar stiefmoeder en die voorspelt voortaan welk paard zal winnen. Zo worden Sneeuwwitje en de dwergen stinkend rijk. (Voor de moraal van dit verhaal kent het Nederlands de uitdrukking "Gokken is niet verkeerd, als je maar gokt op het juiste peerd".)
In Goudlokje worden de misdaden van Goudlokje aangekaart. Ze breekt in bij de familie Beer, steelt hun havermout, vernielt hun eigendom (door het stoeltje van het kleinste beertje te breken) en slaapt met vuile schoenen in hun bed. In plaats van dat ze veroordeeld wordt tot een gevangenisstraf, omdat kinderen nooit veroordeeld worden, besluit vader Beer dat ze Goudlokje maar moeten opeten, zodat ze alsnog hun havermout binnen krijgen.
In Roodkapje eet de wolf eerst grootmoeder op en verkleedt zich als grootmoeder, zoals in het traditionele sprookje. Zodra Roodkapje arriveert, volgt de bekende dialoog tussen Roodkapje en de wolf, maar die eindigt met "oma, wat heeft u een mooie bontjas aan", waarop de wolf Roodkapje corrigeert en haar erop wijst dat ze "Wat hebt u grote tanden" had moeten zeggen. Hij wil Roodkapje opeten, maar zij trekt haar pistool en schiet de wolf dood. Later heeft Roodkapje een mooie bontjas van wolvenvacht aan.
In De wolf en de drie biggetjes gaat alles grotendeels volgens het sprookje. Bij het derde huis van steen, kan de wolf het huis niet omver blazen en daarom probeert hij het huisje op te blazen met dynamiet. De big vraagt dan aan Roodkapje van het vorige versje om hulp. Zij komt en schiet de wolf dood, net als bij het vorige vers. De big is haar heel dankbaar en rent naar haar toe om haar in zijn poten te nemen. Dan volgt er een tijdssprong en blijkt Roodkapje ineens zowel twee jassen van wolvenbont als een mooie handtas van varkensleer te hebben.